# 20252 Eyjafjallajökull
20252 Eyjafjallajökull è un asteroide della fascia principale. Scoperto nel 1998, presenta un'orbita caratterizzata da un semiasse maggiore pari a 2,2714570 au e da un'eccentricità di 0,0727983, inclinata di 7,13550° rispetto all'eclittica.
L'asteroide è dedicato all'omonimo ghiacciaio islandese.